# 鈴木美智子の脳活ラジオ
『鈴木美智子の脳活ラジオ』（すずきみちこののうかつらじお）は、KBS京都で2012年4月5日から2015年3月26日まで木曜日14:00 - 17:00に放送されていたラジオ番組。

## パーソナリティ
- 鈴木美智子
- 梶原誠（当初アシスタント、KBS京都アナウンサー）愛称:かみマック

## 概要
癒しの音楽やお喋りを交えながら、想像力をかき立てる朗読や法話、京の伝統文化、 健康のための医学や雑学など、多彩なコーナーで「あなたの脳を活性化」する。
2012年7月5日、六代桂文枝襲名披露パーティー司会のため、鈴木が4時過ぎに早退。
2012年8月30日、鈴木が翌日の東京公演「春琴抄」に備え休んだため、福田まゆみ（MC企画）が代行。
2013年1月3日、鈴木のニューヨーク〜パリ旅行（12月30日 - 1月9日）、梶原のサッカー出張のため、海原さおりと木村寿伸が代行。

## コーナー
- 京の当たり前（14:14）　このコーナーでは京都に息づく伝統や風習しきたりなどを通して都人（みやこびと）の知恵や魅力を探っていく　儀式作法研究家岩上力　提供:株式会社フクナガ
- ことのは散歩（14:35）　鈴木美智子の朗読。梶原誠が外国人役などで出る場合あり。
- 京都新聞ニュース（14:50 15:50）塩見祐子 平野智美
- 快適生活ラジオショッピング（15:00）
- 心と体のエイジングケア　心にときめきと輝きを（15:17）　このコーナーではいつまでも若々しくいるためのポイントを京都府立医科大学学長で日本高加齢医学会の理事長吉川敏一（愛称:リチャード・ギア）に聞く　提供:宝ヘルスケア、ファルコSDホールディングスグループ
- 都都逸天気予報（15:54）
  - 松茸をちんこに喩えた都都逸など鈴木好みの助平な都都逸が詠まれる
- 美智子の美智子道（16:02）
- 彦根市便り（16:25）
- 生き生き健康ショッピング（16:35）提供:エコアライブ
- 交通安全マナーアップ大作戦（16:48）提供:滋賀県（交通安全政策課交通安全対策室）

終了したコーナー
- 漢方サロン（2012年9月27日終了）  このコーナーでは日本の伝統医学である漢方医学について専門家に聞く
- ありのままに（2012年12月27日終了 録音）　酒井雄哉の話から生きるためのヒントを探る　提供:ピュアロージュ
- 脳活タイム、脳活ゲームできるかな  -数字遊び、漢字遊びで脳を活性化
- 教えて高須クリニック  -高須敬子（2012年10月、以降偶数月）　高須久弥（2012年11月、以降奇数月） 録音

## 備考
2014年1月9日オープニングで鈴木「ヨーロッパの観光地ではアイポッドをジプシーがひったくっていくんですね」とロマに対し差別発言。　